# روي كوماتسو
روي كوماتسو (باليابانية: 小松 塁) (29 أغسطس 1983 في كوتشي في اليابان – )؛ هو لاعب كرة قدم ياباني سابق كان يلعب كمهاجم.

## وصلات خارجية
- روي كوماتسو على موقع رابطة كرة القدم اليابانية للمحترفين (اليابانية)
- روي كوماتسو على موقع قاعدة بيانات كرة القدم.إي يو (الإنجليزية)
- روي كوماتسو على موقع Soccerway.com (الإنجليزية)
- روي كوماتسو على موقع عالم كرة القدم.نت (الإنجليزية)